# The Venetia Fair
The Venetia Fair är ett rockband som hör hemma i Marblehead i Massachusetts i USA. 2009 fick bandet skivkontrakt med Red Blue Records.
Bandnamnet antogs sedan  Pluto omklassificerats somdvärgplanet, och bandet är namngivet efter Venetia Burney, som var flickan som föreslog att planeten skulle heta just Pluto.

## Diskografi

### Studioalbum
- The Circus (2009, Red Blue Records)
- Every Sick, Disgusting Thought We've Got in Our Brain (2013, egenutgivet)

### EP-skivor
- The Pits (2011, Red Blue Records)
- ...Basically Just Does Karaoke (2013, egenutgiven)

### Demoinspelningar
- (2007, egenutgiven)
  1. "Who Would've Thought" (rare)
  2. "Let Me Explain"
  3. "I Know Why They Feel the Way They Do"
  4. "This Is All a Forced Metaphor"
- (2008, egenutgiven)[2]
  1. "Let's Just Forget About This"
  2. "What Do We Have Here?"
  3. "Friday Is My Horse"
  4. "Go On, Paint Me a Picture"
  5. "It's Unbelievable to Me"

### Andra inspelade sånger
- "Master Blaster" - demo från "Too Late to Dream" på samlingsalbumet Yuletides & Stage Dives (2012)[3]
- "Gone Gamble" & "Statue of Myself" - två utläckta från kampanjen Every Sick, Disgusting Thought We've Got in Our Brain (2013)

### Fotnoter
1. ↑  Garrett on Mon (12 augusti 2013). ”Exclusive Interview : The Venetia Fair” (på engelska). Neck Deep Media. Arkiverad från originalet den 21 juli 2015. https://web.archive.org/web/20150721101820/http://www.neckdeepmedia.com/interviews/exclusive-interview-venetia-fair-9682. Läst 2 september 2015.
2. ↑  http://www.last.fm/music/The+Venetia+Fair/The+Demo
3. ↑  http://thecatalystpublicitygroup.bandcamp.com/